# العلاقات التوفالية المولدوفية
العلاقات التوفالية المولدوفية هي العلاقات الثنائية التي تجمع بين توفالو ومولدوفا.

## مقارنة بين البلدين
هذه مقارنة عامة ومرجعية للدولتين:
| وجه المقارنة                                              | توفالو                         | مولدوفا                           |
| --------------------------------------------------------- | ------------------------------ | --------------------------------- |
| المساحة (كم2)                                             | 26                             | 33.85 ألف                         |
| عدد السكان (نسمة)                                         | 11.19 ألف                      | 2.55 مليون                        |
| الكثافة السكانية (ن./كم²)                                 | 43.04 ألف                      | 75.33                             |
| العاصمة                                                   | فونافوتي                       | كيشيناو                           |
| اللغة الرسمية                                             | اللغة التوفالوية، لغة إنجليزية | اللغة المولدوفية، اللغة الرومانية |
| العملة                                                    | دولار توفالو                   | ليو مولدوفي                       |
| الناتج المحلي الإجمالي (بليون دولار)                      | 39.73 مليون                    | 8.13 مليار                        |
| الناتج المحلي الإجمالي (تعادل القوة الشرائية) بليون دولار | 38.93 مليون                    | 17.94 مليار                       |
| الناتج المحلي الإجمالي الاسمي للفرد دولار أمريكي          | 3.29 ألف                       | 3.65 ألف                          |
| الناتج المحلي الإجمالي للفرد دولار أمريكي                 | 3.77 ألف                       | 4.98 ألف                          |
| مؤشر التنمية البشرية                                      |                                | 0.693                             |
| رمز المكالمات الدولي                                      | +688                           | +373                              |
| رمز الإنترنت                                              | .tv                            | .md                               |
| المنطقة الزمنية                                           | ت ع م+12:00                    | ت ع م+02:00، ت ع م+03:00          |

## منظمات دولية مشتركة
يشترك البلدان في عضوية مجموعة من المنظمات الدولية، منها:
| علم المنظمة | اسم المنظمة                   | تاريخ انضمام توفالو | تاريخ انضمام مولدوفا |
| ----------- | ----------------------------- | ------------------- | -------------------- |
|             | الاتحاد الدولي للاتصالات      | 15 أغسطس 1996       | 20 أكتوبر 1992       |
|             | مؤسسة التنمية الدولية         | 24 يونيو 2010       | 14 يونيو 1994        |
|             | يونسكو                        | 21 أكتوبر 1991      | 27 مايو 1992         |
|             | منظمة حظر الأسلحة الكيميائية  | ?                   | ?                    |
|             | الأمم المتحدة                 | 5 سبتمبر 2000       | 2 مارس 1992          |
|             | الاتحاد البريدي العالمي       | ?                   | ?                    |
|             | البنك الدولي للإنشاء والتعمير | 24 يونيو 2010       | 12 أغسطس 1992        |

## وصلات خارجية
- موقع وزارة الخارجية المولدوفية